# Жереб'яче
Жереб'яче — село в Україні, в Хрустальненській міській громаді Ровеньківського району Луганської області. Населення становить 34 осіб. Орган місцевого самоврядування — Запорізька селищна рада.